# Š̓
Cette page contient des caractères spéciaux ou non latins. S’ils s’affichent mal (▯, ?, etc.), consultez la page d’aide Unicode.
Š̓ (minuscule : š̓), appelé S caron virgule suscrite ou S hatchek virgule suscrite, est une lettre utilisée dans l’écriture du purisimeño.
Elle est formée de la lettre S diacritée d'un hatchek et d’une virgule suscrite. Elle ne doit pas être confondue avec la lettre S caron accent aigu ‹ š́ ›.

## Représentations informatiques
Le S caron peut être représenté avec les caractères Unicode suivants :
- composé et normalisé NFC (latin étendu A, diacritiques)[1],[2] :

| formes    | représentations | chaînes de caractères | points de code | descriptions                                                |
| --------- | --------------- | --------------------- | -------------- | ----------------------------------------------------------- |
| capitale  | Š̓               | Š◌̓                    | U+0160 U+0313  | lettre majuscule latine s caron diacritique virgule en chef |
| minuscule | š̓               | š◌̓                    | U+0161 U+0313  | lettre minuscule latine s caron diacritique virgule en chef |

- décomposé et normalisé NFD (latin de base, diacritiques) :

| formes    | représentations | chaînes de caractères | points de code       | descriptions                                                            |
| --------- | --------------- | --------------------- | -------------------- | ----------------------------------------------------------------------- |
| capitale  | Š̓               | S◌̌◌̓                   | U+0053 U+030C U+0313 | lettre majuscule latine s diacritique caron diacritique virgule en chef |
| minuscule | š̓               | s◌̌◌̓                   | U+0073 U+030C U+0313 | lettre minuscule latine s diacritique caron diacritique virgule en chef |